# XXV Premis Iris
La 25a edició dels Premis Iris, presentats per la Acadèmia de les Ciències i les Arts de Televisió d'Espanya reconeixen l'excel·lència en la televisió espanyola. La cerimònia havia de tenir lloc el 21 de novembre de 2023, coincidint amb el Dia Mundial de la Televisió. Tanmateix, es van ajornar i finalment van tenir lloc al Gran Teatro Caixabank Príncipe Pío de Madrid el 16 de gener de 2024.
Els nominats van ser anunciats el 10 de juliol de 2023. La sèrie de Movistar Plus+ La Unitat Kabul i el programa de HBO Max Traitors España van liderar amb cinc nominacions cadascun, seguits de les sèries La chica invisible i Las noches de Tefía, ambdues amb quatre nominacions.

## Guanyadors i nominats
A continuació s'enumera el llistat de nominats i guanyadors. Els guanyadors apareixeran primer i en negreta.
| Millor Ficció - Citas Barcelona (Prime Video) - La chica invisible (Disney +) - La Unidad Kabul (Movistar Plus+) - Las noches de Tefía (AtresPlayer) - Machos alfa (Netflix) - Rapa (Movistar Plus+) | Millor Programa d’Entreteniment - El Hormiguero (Antena 3) - Soy Georgina (Netflix) - La isla de las tentaciones (Telecinco) - La Resistencia (Movistar Plus+) - MasterChef (La 1) - Traitors España (HBO Max) |
| Millor Actor - Daniel Grao — La chica invisible com Miguel Ángel (Disney+) - David Verdaguer — Citas Barcelona com Juanqui (Prime Video i TV3) - Fele Martínez — Machos alfa com Luis Bravo (Netflix) - Mehdi Regragui — La Unidad Kabul com Massoud (Movistar Plus+) - Patrick Criado — Las noches de Tefía com Manuel Flores joven / La Vespa (AtresPlayer) - Ricardo Gómez — La ruta com Vicente "Sento" Alberola (AtresPlayer) | Millor Actriu - Anna Castillo — Fácil como Natividad "Nati" García Lomas (Movistar Plus+) - Belén Cuesta — Cristo y Rey com Bárbara Rey (AtresPlayer) - Blanca Portillo — Días mejores com Doctora Soledad Laforet (Prime Video) - Lolita Flores — Las invisibles com Esperanza "Espe" Medina García (SkyShowtime) - Marta Hazas — Días mejores com Sara (Prime Video) - Zoe Stein — La chica invisible com Julia (Disney+)                              |
| Millor Presentador/a d’Informatius o Programes Informatius - Almudena Ariza — Españoles en conflictos (La 1) - Ana Pastor — El Objetivo: "Especial 8M, mujeres en Irán" (laSexta) - Ana Rosa Quintana — El programa de Ana Rosa (Telecinco) - Joaquín Prat — Ya es mediodía (Telecinco) - Sandra Golpe — Antena 3 Noticias 1 (Antena 3) - Vicente Vallés — Antena 3 Noticias 2 (Antena 3) | Millor Presentador/a de Programes d’Entreteniment - Alfons Arús — Aruser@s (laSexta) - Andreu Buenafuente — Nadie sabe nada (HBO Max) - Jacob Petrus — Aquí la Tierra (La 1) - Mercedes Milá — Milá vs Milá (Movistar Plus+) - Roberto Leal — El desafío (Antena 3) - Sandra Sabatés — El intermedio (laSexta) |
| Millor Programa Divulgatiu - ¿Qué (diablos) es España? (Movistar Plus+) - Desmontando Andalucía (Canal Sur) - Disfruta Madrid (Telemadrid) - El condensador de fluzo (La 2) - Órbita Laika (La 2) - Un país para leerlo (La 2) | Millor Programa Informatiu - Amén: Francisco responde (Disney+/Star) - Antena 3 Noticias (Antena 3) - Cuatro al día (Cuatro) - Españoles en conflictos (La 1) - Especial Ucrania, un año de guerra (ETB1/ETB2) - Informe semanal: "50 aniversario" (La 1) |
| Millor Direcció de Programes - Carmen Aguilera — El intermedio (laSexta) - Javier Ruiz — Joaquín, el novato (Antena 3) - Jorge Salvador — El desafío (Antena 3) - Meritxell Estruch — La isla de las tentaciones (Telecinco) - Nía Sanjuán — Traitors España (HBO Max) - Patricia Fernández i Vicente Florindo — MasterChef (La 1) | Millor Direcció de Fotografia de Ficció - Andreu Adam — La novia gitana (AtresPlayer) - Diego Cabezas — La ruta (AtresPlayer) - Isaac Vila, Álex García y Unax Mendía — Sin huellas (Prime Video) - Josu Inchaustegui — La Unidad Kabul (Movistar Plus +) - Juana Jiménez — Las de la última fila (Netflix) - Néstor Calvo — La chica invisible (Disney +)                                                                                               |
| Millor Guió d’ Entreteniment - Álex Navarro i Carlos Torres — Traitors España (HBO Max) - Equip de guió — Aruser@s (laSexta) - José Mota — Sálvese quien Putín. Nochevieja 2022 (La 1) - Tomás Fuentes, Miguel Iríbar, Denny Horror, Júlia Cot, Jordi López, Pilar De Francisco, Adrián Romeo, Alexis Diaz, Bru Esteve, J.J. Vaquero, Valeria Ros, Darío Eme Hache, Dani Mateo — La Resistencia (Movistar Plus+) - Meritxell Aranda, David Brunat, Airg Maragall, Silvia Merino Esteban Ordóñez, Majo Císcar — Lo de Évole (laSexta) - Miki Blanco i Pilar Ávila — Imprescindibles: "Nino Bravo" (La 1) | Millor Guió de Ficció - Alberto Marini, Amèlia Mora, Juan Galiñanes i Dani de la Torre — La Unidad Kabul (Movistar Plus+) - Ana Rujas i Claudia Costafreda — Cardo (AtresPlayer) - Carlos de Pando, Sara Antuña, Héctor Beltrán — Sin huellas (Prime Video) - Daniel Sánchez Arévalo — Las de la última fila (Netflix) - Jesús Mesas, Javier Andrés — La chica de nieve (Netflix) - Miguel del Arco i Antonio Rojano — Las noches de Tefía (AtresPlayer) |
| Millor Producció d’Entreteniment - Ángeles Villamarín — La isla de las tentaciones (Telecinco) - Corinna Sarsanedas y equipo — Traitors España (HBO Max) - Equipo de producción — Acoustic Home 2 (HBO Max, RTVC) - Equipo de producción — La voz (Antena 3) - Jorge Salvador y Jorge Ventosa — El desafío (Antena 3) - T. Pietro, C. Marín, J. Cuadrado y L. Lara — Dúos increíbles (La 1) | Millor Producció de Ficció - Antonio Asensio i Paloma Molina — Sin huellas (Prime Video) - Jaume Banacolocha i Laura Abril — La novia gitana (AtresPlayer) - Juanma Pagazaurtundua — La Unidad Kabul (Movistar Plus+) - Manolo Caro, María José Córdoba i Rafael Ley — Sagrada familia (Netflix) - Montse García i Sonia Martínez — Las noches de Tefía (AtresPlayer) - Reyes Baltanás, Mar Díaz i José Manuel Lorenzo — La caza Guadiana (La 1)         |
| Millor Realització - Álvaro Santamarina i Gerardo Ferreras — La voz (Antena 3) - Ferrán Armengol — Tu cara me suena (Antena 3) - Javier Ruiz — Traitors España (HBO MAX) - Jordi Évole i Marius Sánchez — Amén: Francisco responde (Disney+/Star) - Jordi Vives i Rafael Gómez Rojas — Dúos increíbles (La 1) - Raúl Vaquero y Ainhoa Clemente — Influencers: sobrevivir a las redes (Prime Video) | Millor Programa Infantil - Dupi (ClanTV, RTVE i NTR Holanda) - Enreda2 (Canal Sur) - Equipo planeta (Castilla-La Mancha Media) - Jasmine & Jambo (Super3, TV3, IB3 i cadenes internacionals) - La casa de los retos (Boing) - Trazo crítico (À Punt Mèdia) |

## Múltiples nominacions
| Nominacions | Programa                   | Canal          |
| ----------- | -------------------------- | -------------- |
| 5           | La Unidad Kabul            | Movistar Plus+ |
| 5           | Traitors España            | HBO Max        |
| 4           | La chica invisible         | Disney +       |
| 4           | Las noches de Tefía        | AtresPlayer    |
| 3           | La isla de las tentaciones | Telecinco      |
| 3           | Sin huellas                | Prime Video    |
| 3           | La voz                     | Antena 3       |
| 3           | El desafío                 | Antena 3       |
| 2           | Machos alfa                | Netflix        |
| 2           | Las de la última fila      | Netflix        |
| 2           | Citas Barcelona            | Prime Video    |
| 2           | Días mejores               | Prime Video    |
| 2           | La ruta                    | AtresPlayer    |
| 2           | La novia gitana            | AtresPlayer    |
| 2           | Dúos increíbles            | La 1           |
| 2           | Españoles en conflictos    | La 1           |
| 2           | MasterChef                 | La 1           |
| 2           | Aruser@s                   | laSexta        |
| 2           | El intermedio              | laSexta        |
| 2           | La Resistencia             | Movistar Plus+ |
| 2           | Amén: Francisco responde   | Disney+/Star   |